# Столыпин… Невыученные уроки
«Столыпин… Невыученные уроки» — 14-серийный телефильм 2006 года.

## Сюжет
Начало XX века. Николай II ставит во главе правительства министра внутренних дел Петра Столыпина, который ведёт страну своим особым путём. Он проводит реформы, которые позволяют возвести Российскую Империю в ранг одной из передовых стран (2-е место в мире по доходу на душу населения). Но в стране идёт необъявленная война террора. Столыпин и Российская Империя проигрывают эту войну.

## Оценки
Критик Ирина Петровская оценила увиденную ею серию проекта резко отрицательно: по её мнению, сериал «с запахом антисемитским, антизападным и антилиберальным. Не говоря уже о том, что это просто плохое кино. Всё ходульно, нету никакого развития, образов, характеров». Того же мнения придерживается и Сергей Митрофанов. Журналист Алла Шарандина не увидела в сериале ничего антисемитского, охарактеризовав его как «обыкновенную историческую мелодраму». Подробный разбор посвятил сериалу Сергей Цыркун в журнале «Искусство кино»: приведя слова режиссёра сериала Юрия Кузина о том, что для него Столыпин — «человек Возрождения, он реформатор, как Лютер, как Пётр I», критик останавливается на упрощениях и идеализациях в режиссёрской трактовке истории: «Судя по сериалу, вся вина за катастрофу, постигшую Россию, лежит на революционерах-заговорщиках да масонах».

## Съёмочная группа
- Режиссёр Юрий Кузин
- Кинооператор — Мария Соловьёва
- Композитор Андрей Петров

## В ролях
- Олег Клишин — Столыпин
- Михаил Елисеев — Николай II
- Алексей Девотченко — Борис Савинков
- Виктор Кривонос — Пуришкевич
- Александр Строев — Азеф
- Роман Габриа — Дмитрий Богров
- Валерий Доронин — Курлов
- Ефим Каменецкий — Горемыкин
- Владимир Козлов — Плеве
- Вера Боброва — Александра Федоровна
- Мария Великанова — Мария Федоровна
- Владимир Смирнов — Распутин
- Андрей Шимко — Следователь
- Наталья Бурмистрова — Вера
- Наталья Суркова — Ольга Нейгарт
- Вадим Гущин — Павел Милюков
- Михаил Самочко — Дурново
- Виталий Кузьмин — Троцкий
- Андрей Аршинников — Каляев
- Александр Бурдин — Созонов
- Сергей Козырев — Трепов
- Игорь Сергеев — Герасимов
- Александр Вонтов — Лауниц
- Владимир Матвеев — Лопухин
- Сергей Шелгунов — Коковцов
- Сергей Барковский — Родичев
- Виктор Лабынцев — Щегловитов
- Константин Артюхов — Витте
- Владимир Лелетко — Кулябко
- Дмитрий Лагачев — Гоц
- Сергей Андрейчук — Чернов
- Лев Елисеев — Минор
- Иван Кожевников — Муромцев
- Дмитрий Готсдинер — Аргунов
- Валерий Бочкин — Натансон
- Александр Бахаревский — князь Трубецкой
- Станислав Концевич — Бурцев
- Дмитрий Поднозов — Глеб Бокий
- Гелий Сысоев — Лопатин
- Михаил Дорофеев — Кропоткин
- Галина Чигинская — Фигнер
- Александр Дюрис — Шульгин
- Виктор Тереля — Алексей Фёдорович Гирс
- Виктор Ростовцев — смотритель библиотеки